# Declaració de Londres
La Declaració de Londres en relació amb les lleis de la guerra naval és un codi internacional del dret marítim, especialment pel que fa a les activitats en temps de guerra, proposat al 1909 en la Conferència Naval de Londres per les principals potències navals europees, els Estats Units d'Amèrica i el Japó, després d'una conferència multinacional que va tenir lloc el 1908 a Londres. La declaració va reiterar en gran manera la legislació existent, però va tractar amb molts punts controvertits, incloent el bloqueig, el contraban i el dret de presa, i va demostrar un major respecte amb els drets de les entitats neutrals.
La declaració va ser signada per la majoria de les grans potències de l'època: Àustria-Hongria, França, Alemanya, Itàlia, Japó, Rússia, el Regne Unit i els Estats Units. (També va ser signat pels Països Baixos i Espanya). No obstant això, cap estat mai va ratificar la declaració i en conseqüència mai va entrar en vigor.
Els Estats Units van insistir que les nacions en guerra que lluitaven en la Primera Guerra Mundial s'havien de regir per aquesta declaració, mentre que els alemanys i britànics la van ignorar.